# Уоллес, Марджори
Марджори (Марджи) Уоллес (англ. Marjorie Wallace; род. 23 января 1954, Индианаполис) — американская актриса

, телеведущая, фотомодель, королева красоты; победительница конкурса Мисс мира 1973 года. Она вошла в историю как первая женщина из США, получившая титул Мисс мира, но всего 104 дня спустя официальные лица конкурса объявили, что она станет первой Мисс мира, у которой титул был отобран из-за романа, который она скрыла перед конкурсом. Спустя годы она помогла запустить телепрограмму «Entertainment Tonight» (букв. «Развлечения сегодня вечером») в качестве соведущей.

## Биография

### Юные годы
Марджори Уоллес родилась 23 января 1954 года в городе Индианаполисе в штате Индиана в Соединённых Штатах Америки, где её семья занималась промышленными поставками и воспитывала её в пригороде, как она рассказала журналу «People». Поскольку в 1970 году в Индианаполисе проживало около 740 тысяч человек, «танцы в Holiday Inn были самым большим событием в городе», — пошутила актриса.

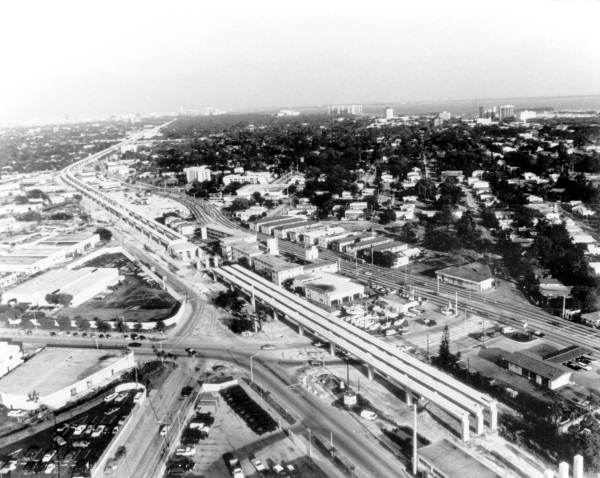
Майами в 1980-е годы

Когда девушке исполнилось четырнадцатьлет, её родители развелись, и Уоллес уже тогда демонстрировала свою необузданную подростковую сторону. Вместе с другом она отправилась в путешествие на 1200 миль (1900 километров) в город Майами, штат Флорида. Но, согласно журналу, её подростковые годы также включали в себя и типичные школьные занятия, такие как соревнования по плаванию и чирлидингу.
Мужчины стали играть большую роль в её жизни. В семнадцать лет она переехала к гитаристу инди-рок-группы «Pure Funk». «Моя мать всегда говорит, что если у меня когда-нибудь будет дочь, я заслуживаю такой, как я», — сказала она в 1976 году.

### Королева красоты
Уоллес также начала путешествовать на 180 миль между Индианаполисом и Чикаго, чтобы работать моделью. Её агент подтолкнул её к участию в конкурсах красоты «Miss Indiana World» и «Мисс мира США 1973», оба из которых она выиграла, открыв дверь на конкурс «Мисс мира 1973» в Лондоне.
23 ноября 1973 года Марджори Уоллес победила 53 конкурентки в Королевском Альберт-Холле в Лондоне и стала первой американкой, получившей титул Мисс Мира (см.Победительницы конкурса «Мисс мира»).
Во время своего пребывания в Великобритании М. Уоллес вела довольно фривольный образ жизни: она встречалась со знаменитостями, включая валлийского певца Тома Джонса, звезду футбола из Северной Ирландии Джорджа Беста и американского гонщика Indianapolis 500 и Формулы-1 Питера Ревсона, с которым она, как сообщается, была помолвлена. Во время помолвки с Ревсоном у неё был роман с Томасом «Томом» Джонсоном; её видели целующейся с ним на пляже на Барбадосе. Это нарушило контракт Уоллес с Мисс Мира, что побудило власти конкурса лишить её титула 7 марта 1974 года, через 104 дня после того, как она была коронована. Официальные лица конкурса объявили, что Уоллес «не выполнила основные требования контракта».
Освободившийся титул не был предложен никому из других конкурсантов. Первая вице-мисс, Эванджелин Паскуаль из Филиппин, сразу заявила, что не заинтересована в «подержанной короне» и что она уже слишком занята работой над новым фильмом. Занявшая второе место, Пэтси Юэн с Ямайки, вместо Уоллес взяла на себя некоторые из заранее запланированных мероприятий, которые уже нельзя было отменить.

### Смерть Питера Ревсона

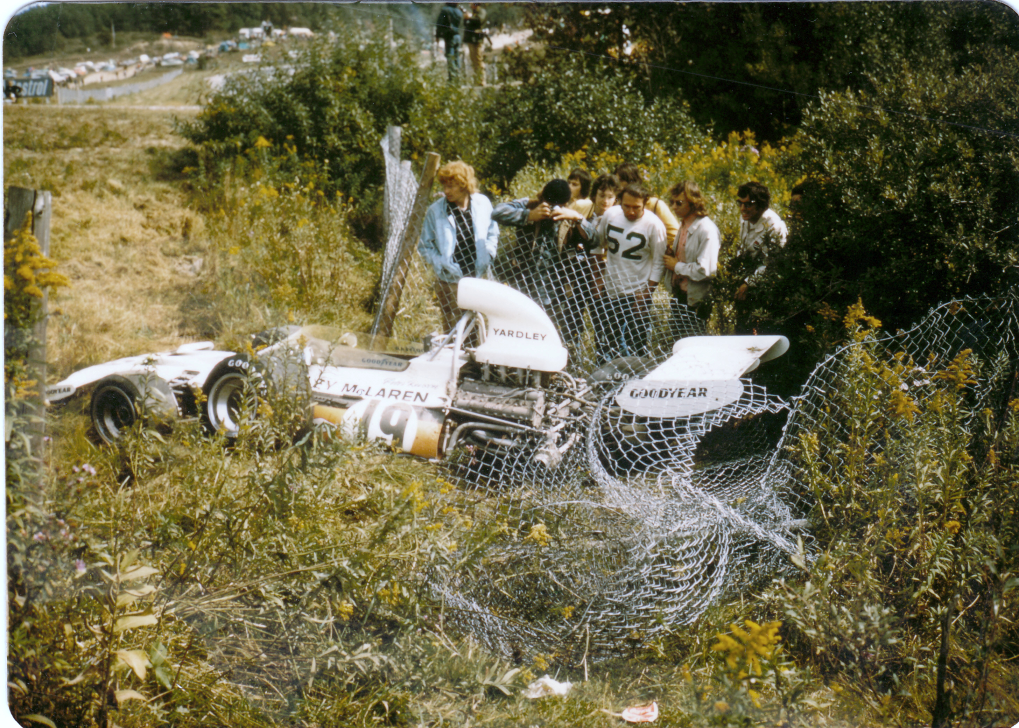
Болид Питера Ревсона
(Гран-при Канады, 1972)

22 марта 1974 года, спустя всего две недели после того, как Уоллес была лишена короны, Питер Ревсон погиб в автокатастрофе во время тренировки перед Гран-при Южной Африки 1974 года в Йоханнесбурге. Он умер по дороге в больницу; на нём был золотой медальон, который подарила ему М. Уоллес, с гравировкой: «Если бы не ты…» Она присутствовал на похоронах Ревсона в закрытом гробу в Манхэттенской Унитарной церкви Всех Душ в Нью-Йорке.
Менее чем через три месяца Уоллес была доставлена в больницу Святого Винсента Индианаполиса после того, как сестра Нэнси нашла её без сознания в своей квартире, по-видимому, из-за передозировки снотворного средства дориден. Врач заявил, что Уоллес была «в коме и в довольно плохой форме». Ей вынуждены были поставить аппарат для диализа, чтобы очистить почки. Её мать — Алиса Уоллес заявила прессе: „Возможно, она чувствовала, что не может продолжать“, однако сама Уоллес сказала два года спустя: «У меня была депрессия, и у меня была передозировка от слишком большого количества снотворного, но я никогда не пыталась совершить самоубийство».

### Телевизионная карьера Уоллес
Марджори Уоллес получила телевизионные роли в некоторых из лучших шоу и сериалов 1970-х годов, в том числе в «Баретта» с Робертом Блейком и «Get Christie Love!» с Терезой Грейвз, которая в 1974 году вошла в историю как первая афро-американка, исполняющая главную роль в драматическом телесериале. Она также появилась на телеэкранах в качестве участника дискуссии в телевизионном игровом шоу «Match Game».
Летом 1977 года она встретила кинопродюсера Майкла Кляйна на вечеринке в Беверли-Хиллз, и в мае 1978 года они поженились. Отцом Кляйна был Eugene Victor Klein, владелец клуба Национальной футбольной лиги «San Diego Chargers» (не следует путать с «Лос-Анджелес Чарджерс»); вскоре у них родился сын Адам.
В 1981 году Марджори Уоллес стала одной из первых со-ведущих телешоу «Entertainment Tonight» принадлежащего «Paramount Streaming». Несколько месяцев спустя продюсеры решили внести изменения, предложив ей должность репортёра в программе, но она от неё отказалась.
В 1982 году брак М. Уоллес с М. Кляйном закончился разводом. Вскоре после этого газеты сообщили, что она встречается с Ричардом Коэном, бывшим мужем бизнесвумен Тины Синатры.
В середине 1980-х годов Уоллес переехала жить в лос-анджелесскую квартиру первой ракетки мира по теннису Джимми Коннорса. Коннорс, по словам Уоллес, был “… фантастическим человеком. Совсем другим мужчиной вне корта». Их отношения продлились недолго и после разрыва Уоллес переехала в Нью-Йорк.
В Нью-Йорке она прошла прослушивание на должности телеведущих на телеканалах «American Broadcasting Company» (ABC) и «Си-би-эс». Она также появлялась в телевизионных рекламных роликах зубной пасты Ultra Brite, продуктов «Wella AG» и «American Express».
В 1994 году Марджори Уоллес снова вышла замуж за застройщика Дональда Соффера, но через два года она расторгла брачный союз и с ним.